# 没有过不去的年
《没有过不去的年》（英語：A Hustle Bustle New Year）是一部将于2021年1月15日在中国大陆上映的剧情片，导演是尹力，主演是吴刚、吴彦姝。

## 演出
- 吴刚 出演 王自亮
- 吴彦姝 出演 宋宝珍
- 江珊 出演 李思杰
- 郭涛 出演 王自建
- 吴军忱 出演 朱大可
- 林永健 出演 肖凡
- 刘丹 出演 王向藜
- 郭虹 出演 王向薇
- 丁嘉丽 出演 孟瑶母

## 制作
尹力（《我的九月》《张思德》《云水谣》）出任《没有过不去的年》的导演，吴刚和吴彦姝扮演母子。尹力和吴刚在2009年曾合作《铁人》。

## 上映
《没有过不去的年》将于2021年1月15日上映。

## 外部连接
- 豆瓣电影上《没有过不去的年》的資料 （简体中文）
- 时光网上《没有过不去的年》的資料（简体中文）
- 互联网电影数据库（IMDb）上《没有过不去的年》的资料（英文）